# 조서연 (1988년)
조서연(1988년 2월 3일~)은 대한민국의 방송인이다.

## 프로필
공개된 프로필은 다음과 같다.
- 출생: 1988년 2월 3일
- 신체: 166.8 cm, 48.4 kg, 33-23-35
- 학력: 퉁지 대학 영문학과
- 수상: 2012년 미스코리아 대구 미(美)
- 취미: 테니스, 작문
- 특기: 외국어(영어, 중국어, 일본어), 재즈 댄스

## 방송 경력
- 안동MBC 리포터(2012)
- 서울한강CMB 아나운서(2012~2013)
- TBC 아나운서, 기상캐스터(2013~2014.11.14)[2][3]
- 연합뉴스TV 앵커(2014.12.1~)

## 같이 보기
- 미스코리아 대구
- 2012년 미스코리아